# Southcentral Alaska
Southcentral Alaska eller Sydcentral Alaska (russisk: Южная Центральная Аляска) er den del af den amerikanske delstat Alaska, der består af kystlinjerne og højlandet i den centrale Alaskagolfen. Det meste af befolkningen i staten bor i denne region, koncentreret i og omkring byen Anchorage.
Området omfatter Cook Inlet, Matanuska-Susitna-dalen, Kenai-halvøen, Prince William Sound og Copper River Valley. Turisme, fiskeri og olieproduktion er vigtige økonomiske aktiviteter.

## Byer
Den største by er Anchorage. Andre byer omfatter Palmer, Wasilla, Kenai, Soldotna, Homer, Seward, Valdez og Cordova.

## Klima
Klimaet i det sydlige Alaska er subarktisk . Temperaturerne varierer fra en gennemsnitlig høj på 18 °C i juli til et gennemsnitligt lavpunkt på −12 °C i december. Dagstimerne varierer fra 20 timer i juni og juli til 6 timer i december og januar. Kystområderne består af tempererede regnskove og elletræer. De indre områder er dækket af boreale skove.

## Bjerge
Terrænet i Southcentral Alaska er formet af syv bjergkæder:
- Alaska Range
- Talkeetna-bjergene
- Wrangell-bjergene
- Chugach-bjergene
- Kenaibjergene
- Tordrillo-bjergene
- Aleutian Range

Southcentral Alaska indeholder flere sovende og aktive vulkaner. Wrangell-vulkanerne er ældre, ligger i øst og omfatter Mount Blackburn, Mount Bona, Mount Churchill, Mount Drum, Mount Gordon, Mount Jarvis, Mount Sanford og Mount Wrangell. Cook Inlet-vulkanerne, der ligger i Tordrillo-bjergene og i den nordlige ende af Aleutian Range, er nyere, ligger i vest og omfatter Mount Redoubt, Mount Iliamna, Hayes Vulkanen, Mount Augustine, Fourpeaked Mountain og Mount Spurr. Seneste udbrud var Augustine og Fourpeaked i 2006, og Mount Redoubt i marts 2009, som medførte flyaflysninger.